# Радульф (епископ Уржеля)
Раду́льф Барсело́нский (кат. Radulf; исп. Radulfo; умер в 942) — епископ Уржеля (914—942).

## Биография
Отцом Радульфа был граф Барселоны Вифред I Волосатый. Радульф, вероятно, был старшим сыном, так как он упоминается первым в списке сыновей графа Вифреда, содержащемся в хронике «Деяниях графов Барселонских». В 888 году отец отдал ещё малолетнего Радульфа в недавно основанный монастырь Санта-Мария-де-Риполь, где тот был пострижен в монахи. В дальнейшем Вифред I намеревался сделать сына аббатом этого монастыря. Однако после гибели отца в 897 году, Радульф около 900 года покинул Санта-Мария-де-Риполь, женился и стал отцом двух сыновей — Олибы (умер в 947 году) и Сунифреда (умер ранее 29 июля 924 года). Несмотря на уход из монастыря и наличие семьи, Радульф продолжал оставаться высокопоставленным членом христианской общины Уржеля: в хартии, данной им 29 августа 908 года, он назван пресвитером. В этом же документе впервые упоминается город Провенцана, где дата выдачи хартии считается днём основания этого города.
В 914 году Радульф был избран епископом Уржеля, став преемником умершего епископа Нантигиса. Хотя первая сохранившаяся до наших дней хартия, в которой Радульф назван епископом, датирована 919 годом, его имя упоминается среди имён других суффраганов митрополии Нарбона в булле папы римского Иоанна X, данной в 914 году архиепископу Агио. Радульф стал первым из уржельских епископов, происходивших из Барселонской династии и родственных ей каталонских семей. Первый епископ, не связанный родственными отношениями с графами Уржеля, был избран на эту кафедру только в 1122 году. В качестве епископа Радульф вёл успешную деятельность по развитию своей епархии: его имя упоминается в документах о строительстве и освящении новых церквей и монастырей, а также в дарственных хартиях, в которых светские лица передавали Уржельскому епископству ценности и земельные владения. Из событий, произошедших в епархии Уржеля при Радульфе, наиболее значительным было повторное освящение епископом монастыря Санта-Мария-де-Риполь 25 июня 935 года, связанное с окончанием строительства главного монастырского храма, церкви Сан-Педро. Считается, что местность Вилья-Радулья, находящаяся недалеко от Вика, получила название по находившемуся здесь поместью епископа Уржеля.
Последнее упоминание о Радульфе относится к 31 декабря 940 года, когда он участвовал в освящении церкви Сан-Мигель-де-Понте. Предполагается, что он умер в 942 году, так как в этом году новым епископом Уржеля называется уже Гисад II.